# Еберхард фон Бранденщайн
Еберхард фон Бранденщайн (на немски: Eberhard von Brandenstein; † ок. 1506/1508) е фрайхер, благородник от рицарската фамилия фон Бранденщайн от Опург в Тюрингия.
Той е син на фрайхер Хайнрих фон Бранденщайн († пр. 13 април 1495) и първата му съпруга вер. Маргарета фон Лайнек. Внук е на саксонския херцогски съветник и главен маршал Еберхард фон Бранденщайн-Опург-Бранденщайн († 1441) и Юта фон Вангенхайм († 1443/1448). Потомък е на Хайнрих фон Бранденщайн († сл. 1364), фогт в Тюрингия.
Рицарската фамилия фон Бранденщайн получава ок. 1351 г. от Ветините резиденцията си замък Бранденщайн (днес част от Ранис) в Тюрингия. Баща му Хайнрих и наследниците му са издигнати през 1486 г. на имперски фрайхер от император Фридрих III.
Брат е на Фелициана фон Бранденщайн (* ок. 1455/1460), омъжена 1489 г. за Йобст фон Зеебах († 1493/1498). Баща му се жени втори път 1477 г. в Лайпциг за Илза фон Шлайниц и той е полубрат на Хауголд фон Бранденщайн († 1512/1513), фрайхер Феликс фон Бранденщайн († 1543), Евалд фон Бранденщайн († 1557) и Маргарета фон Бранденщайн, омъжена за ландскнехтфюрер фелдмаршал Ашвин IV (Асше) фон Крам († 1528). Роднина е на Георг фон Бранденщайн († 1525).

## Фамилия
Еберхард фон Бранденщайн се жени за Маргарета фон Зайнсхайм († сл. 1506), дъщеря на фрайхер Михаел II фон Зайнсхайм-Шварценберг († 1499) и Маргарета фон Хутен († 1503), дъщеря на Лудвиг фон Хутен и Сузана фон Бикенбах. Бракът е бездетен.